# St. Jakobus und Katharina

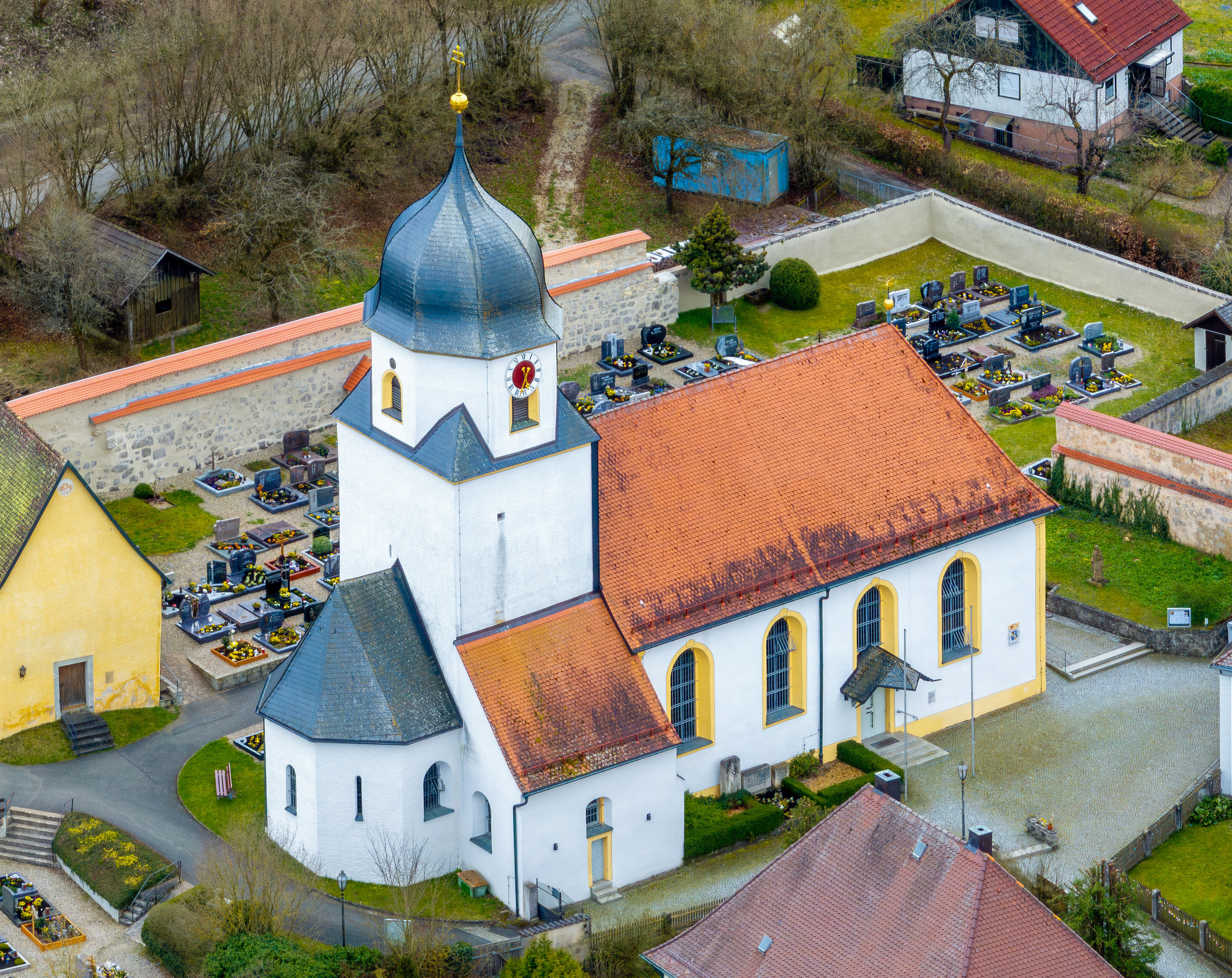
St. Jakobus und Katharina

Die Kirche St. Jakobus und Katharina  ist die katholische Pfarrkirche der oberfränkischen Pfarrgemeinde Königsfeld.

## Patrozinium

Wappen der Gemeinde Königsfeld mit der Pilgermuschel

Die Kirche hat ihr Patrozinium am 25. Juli (Jakobus) und am 25. November (Katharina).
Das ursprüngliche Kirchenpatronat St. Kilian ging wohl auf das 8. Jahrhundert zurück, als die Urpfarrei Königsfeld zum Bistum Würzburg gehörte.
An den heutigen Kirchenpatron Jakobus den Älteren erinnert die Pilgermuschel im Wappen der Gemeinde Königsfeld. Im Inneren der Kirche zeigt eine Deckenmalerei die Berufung des Jakobus durch Jesus, wobei der Apostel Jakobus auf dem Schimmel dargestellt ist, auf dem er der Legende nach in der Schlacht von Avila der christlichen Seite zu Hilfe kam.
Der Schutzpatronin Katharina von Alexandrien ist der rechte Seitenaltar geweiht. Sie ist dargestellt mit einem zerbrochenen Rad als Hinweis auf ihr Martyrium.

## Geschichte
Als karolingischer Königshof wurde Königsfeld 741 in einer Schenkungsurkunde an das Bistum Würzburg zum ersten Mal erwähnt.
Die Pfarrkirche liegt inmitten eines befestigten Friedhofs, dessen Westtor und ein Teil der Friedhofsmauern auf die romanische Zeit zurückgehen. In der Gotik wurde dem Chorturm im Osten eine Apsis angefügt. Der Aufbau entstand erst nach dem Dreißigjährigen Krieg. 1710 wurde der Turm in den Baukörper integriert. Der Turmaufbau hat eine so genannte Welsche Haube.

Das Wappen außen an der Kirche ist das des Bamberger Bischofs Marquard Sebastian Schenk von Stauffenberg. Die mit Muschelwerk, Engeln und religiösen Symbolen stuckierte Flachdecke ist eine Arbeit des Bamberger Stuckateurs Andreas Lunz. Die 1923 angefertigten Deckenmalereien zeigen die Berufung des Jakobus durch Christus und in der Mitte den Apostel auf einem weißen Pferd. Die verschwundenen Deckenmalereien von 1720 waren Arbeiten des auch im Bamberger Dom tätigen Malers Georg Friedrich.

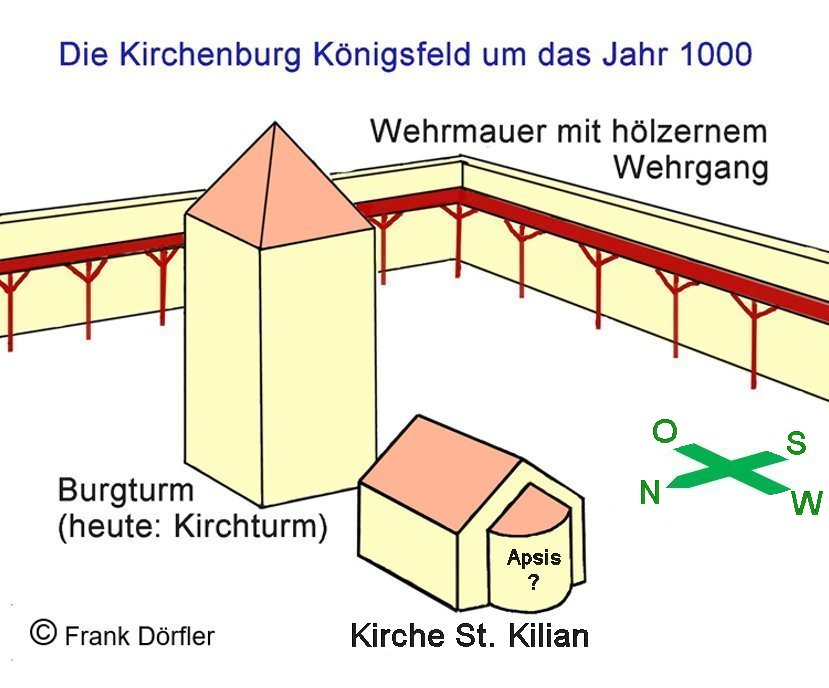
Kirchenburg Königsfeld um 1000
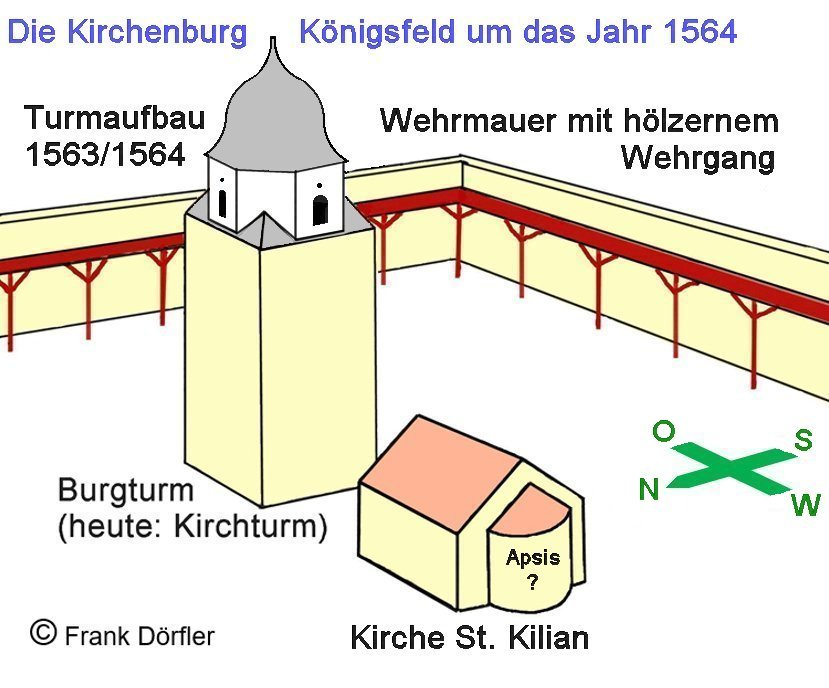
Kirchenburg Königsfeld um 1564
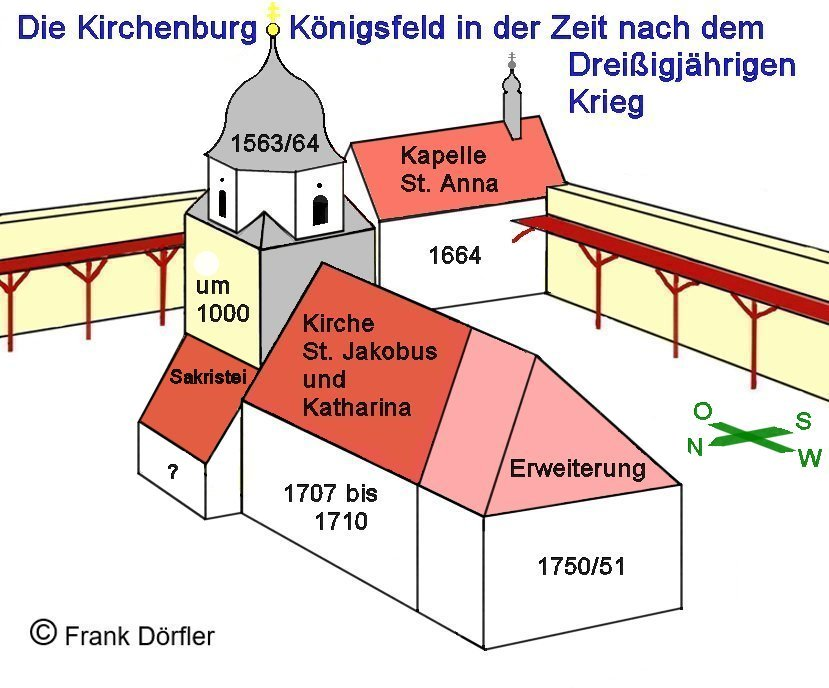
Kirchenburg Königsfeld ab dem Dreißigjährigen Krieg
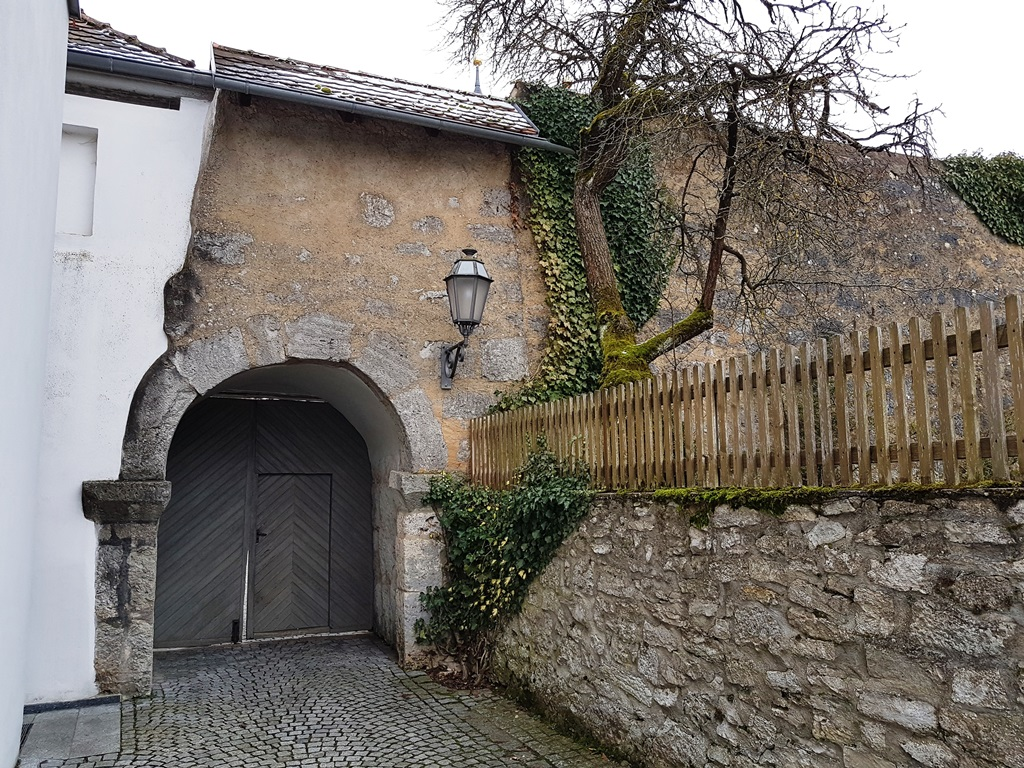
Romanisches Torhaus mit Teil der westlichen Wehrmauer (Außenansicht)
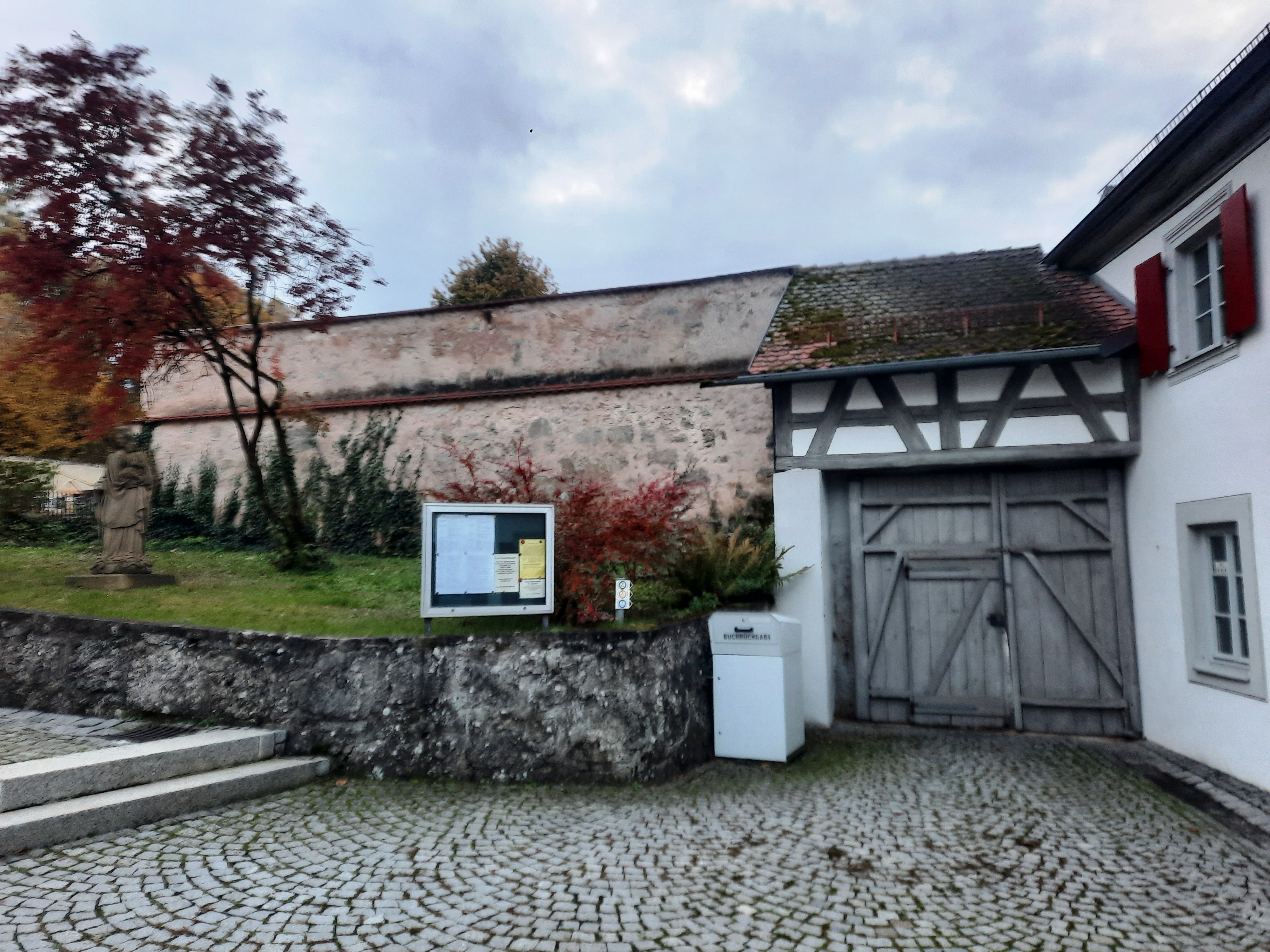
Romanisches Torhaus mit Teil der westlichen Wehrmauer (Innenansicht)
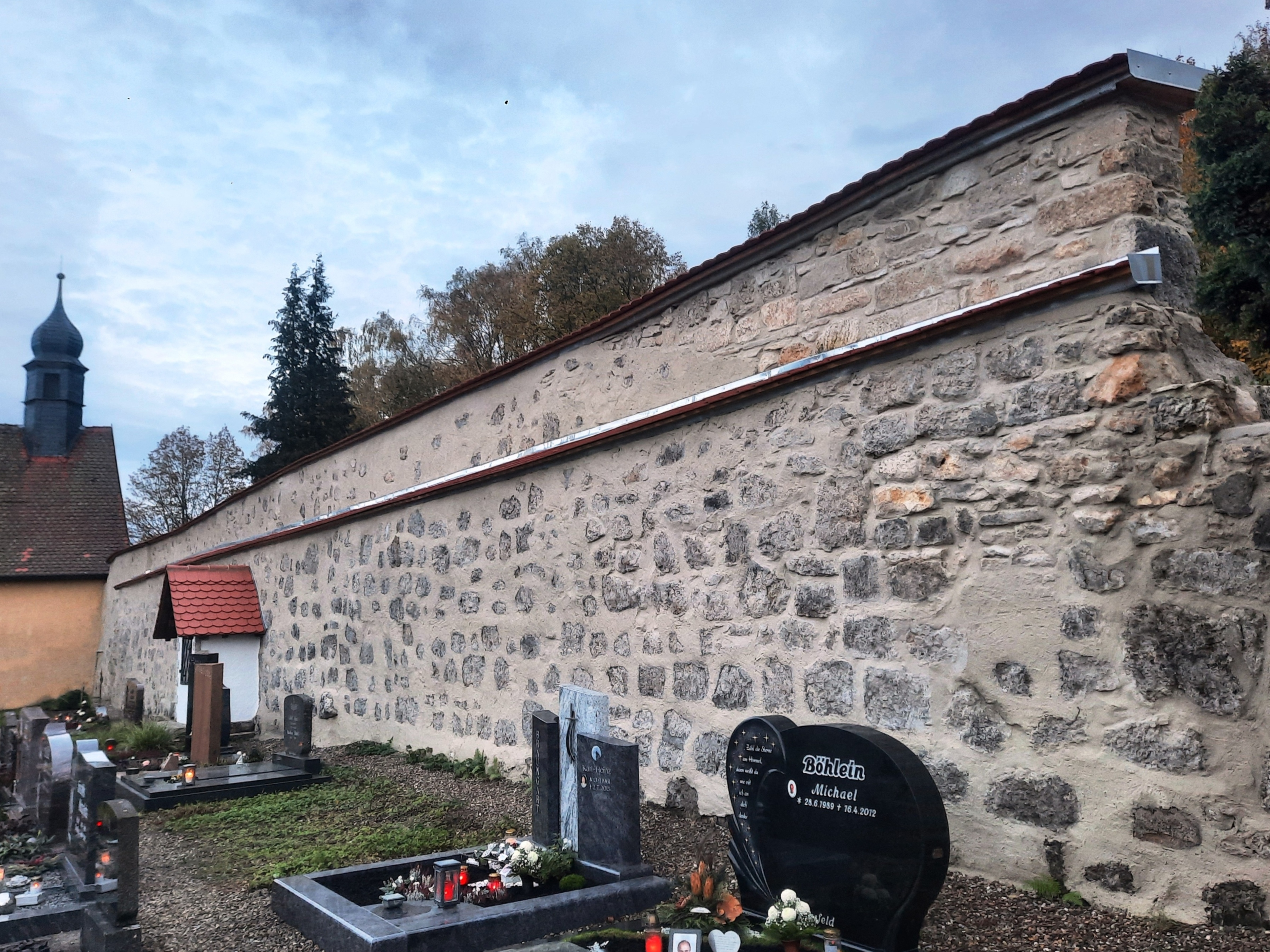
Südlicher Teil der romanischen Wehrmauer

## Ausstattung
Ein runder Chorbogen verbindet das Langhaus mit dem Turmuntergeschoss, das mit der anschließenden Apsis den Chorraum bildet. Den Schlussstein des Kreuzgratgewölbes bildet das Auge Gottes. Im eigentlichen Chorbereich befindet sich der Rokoko-Hochaltar, der um 1766 entstand. Vor den Pfeilern steht der Kirchenpatron Jakobus, der durch seine Attribute Pilgerstab und Muscheln gekennzeichnet ist.
Der linke Seitenaltar (1714/17) zeigt Maria mit dem Jesusknaben auf dem Arm. Links neben ihr steht die heilige Kaiserin Kunigunde mit einem Kirchenmodell in ihrer Hand, was auf ihre Position als Mitbegründerin des Bistums Bamberg hinweist. Rechts steht die heilige Barbara mit Kelch und Turm. Im Auszug befindet sich eine Darstellung Gottvaters. Der heilige Michael mit Seelenwaage bildet die Bekrönung.

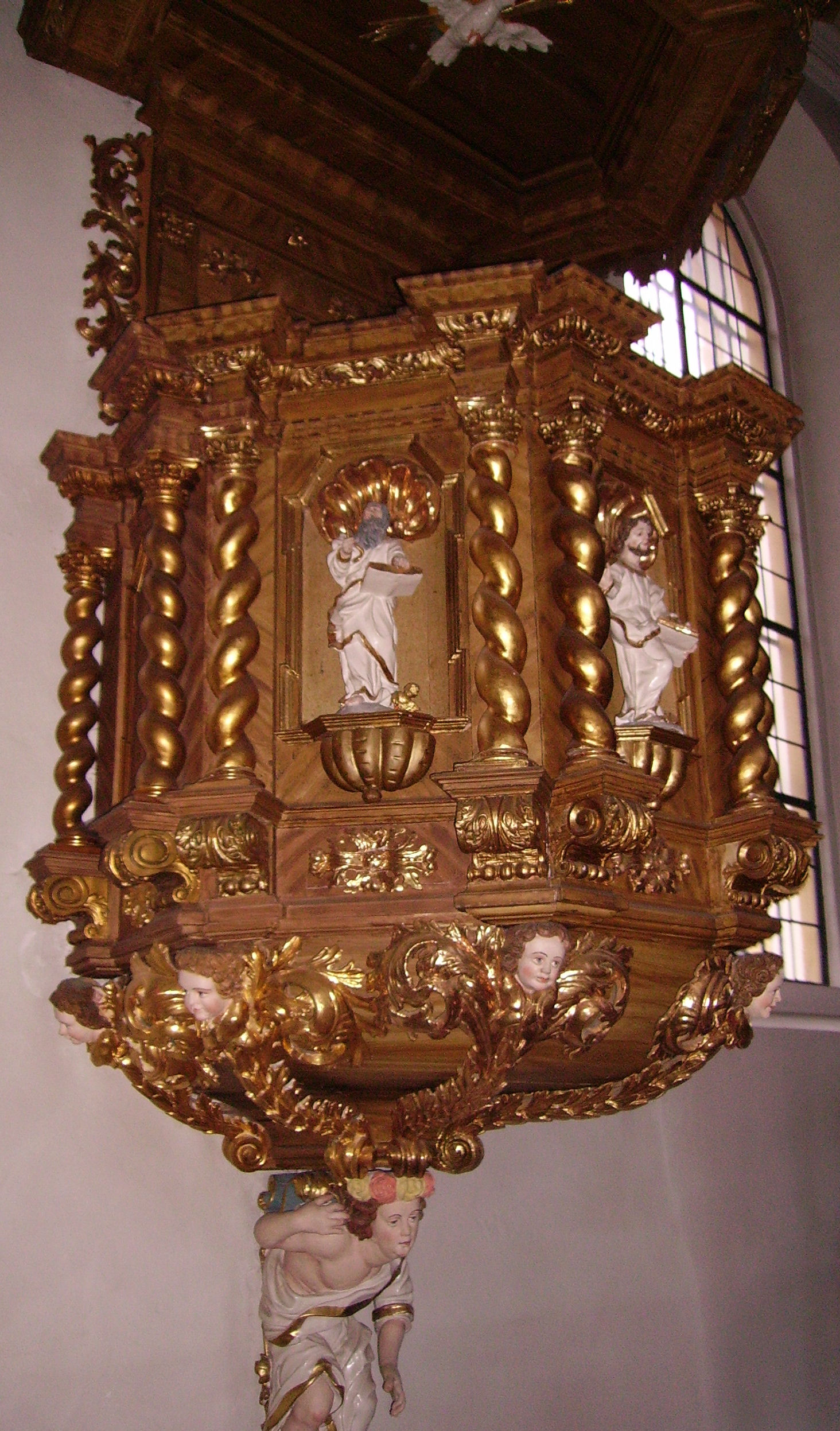
Kanzel

Der rechte Seitenaltar ist der zweiten Patronin der Kirche, der heiligen Katharina geweiht. Das zerbrochene Rad ist ein Hinweis auf ihr Martyrium. Katharina ist mit einer Krone dargestellt, da sie der Legende nach aus einer königlichen Familie stammte. Flankiert wird Katharina von der heiligen Ottilie und der heiligen Margareta. Ottilie konnte durch die Taufe wieder sehen und gilt als Schutzpatronin der Blinden, was durch das Buch mit dem Augenpaar angedeutet wird. Über dem Auszug mit der Taube, dem Symbol des Heiligen Geistes, steht die Figur des heiligen Sebastian mit ihn durchbohrenden Pfeilen.
An der südlichen Langhauswand befindet sich die Kanzel aus der Zeit um 1708. Sie ist ebenfalls eine Arbeit von Johann Lauter. Die weißen Figuren der vier Evangelisten am Kanzelkorb heben sich von dem dunklen Hintergrund ab. Den Schalldeckel bekrönt die Gestalt des heiligen Georg auf einem Podest. Der Kanzelkorb wird von einem blumengekrönten Engel, dem sogenannten Schwerenöter, auf den Schultern getragen.
Rechts neben der Kanzel steht eine Skulptur des heiligen Wendelin mit Hirtenstab und einer Kuh. Er gilt als Patron der Hirten und ihrer Herden. Der Kanzel gegenüber befindet sich die barocke Darstellung Josefs mit dem Jesuskind aus der Friedhofskapelle St. Anna.
Auf dem Beichtstuhl ist der heilige Johann Nepomuk dargestellt. Die barocken Kreuzwegstationen ziehen sich durch das ganze Kirchenschiff. Unter der Empore steht eine so genannte Pietà als Gefallenengedenkstätte.